# 하오의 연정
《하오의 연정》(Love in the Afternoon,1957)은 빌리 와일더 감독의 로맨틱 코미디 영화이다. 시나리오는 빌리 와일더 감독과 아이에이엘 다이아몬드(I.A.L. Diamond)가 썼으며 원작은 클라우드 아넷(Claude Anet)의 소설 <어린 러시아 소녀 아리앤(Ariane, jeune fille russe)>이다. 이 소설은 1928년과 1932년에도 영화화된 적이 있었고, 2011에도 다시 제작되었다.

## 줄거리
프랑스 파리에서 첼로학도인 아리앤 샤바스(Ariane Chavasse, 오드리 헵번)은 사립탐정인 아버지 클로드 샤바스(Claude Chavasse)와 사건의뢰인 무슈 엑스(Monsieur X)의 대화를 듣게 된다. 무슈 엑스의 아내와 미국의 사업가 프랭크 플레건(Frank Flannagan, 게리 쿠퍼)이 밀회를 즐기는 것을 알게 된 무슈 엑스는 그날 플레건을 총으로 쏘겠다고 선언하였다. 이를 말리고 싶은 아리앤은 결국 직접 플레건에게 경고를 해주기로 한다.
아리앤은 극적으로 무슈 엑스가 플레건의 호텔방에 들어갔을 때 플레건의 애인인 것처럼 행동하여 플레건과 마담 엑스를 구한다. 플레건은 자신에 대해서 잘 알고 있는 이 순진한 아가씨에 흥미를 가지게 된다. 이름 첫글자가 알파벳 에이라는 것 밖에 모르는 플레건은 아리앤의 이름도 모르고 말라깽이 아가씨라고 부르며 그 다음날 오후에 만나 사랑에 빠진다.
일년 뒤 플레건은 또 파리를 찾았다가 우연히 아리앤을 다시 만난다. 아리앤은 가상의 옛 애인들을 아버지의 조사수첩을 떠올리며 만들어내서 플레건에게 질투심을 유발하고, 플레건은 무슈 엑스의 추천으로 클로드 샤바스에게 조사를 의뢰한다.

## 배역
- 게리 쿠퍼 - 프랭크 플레건
- 오드리 헵번 - 아리앤 샤바스
- 모리스 슈발리에 - 클로드 샤바스
- 존 맥기버 - 무슈 엑스
- 리즈 부르뎅 - 마담 엑스
- 올가 발레리
- 밴 두드

## 수상
- 제10회 미국 작가 조합상 코미디부문 - 각본상
- 미국 감독 조합 장편 영화상